# Romeu i Julieta: l'escena de la tomba
Romeu i Julieta: l'escena de la tomba (originalment en anglès Romeo and Juliet: the Tomb Scene) és un quadre de Joseph Wright que va ser completat l'any 1790. Fou exibit els anys 1790 i 1791, mostrat a l'Exhibició de Derby de 1839 a l'Institut de Mecànica i que actualment està exposat al Derby Museum and Art Gallery. La pintura mostra l'habilitat de Wright amb escenes nocturnes i il·luminades amb espelmes. Representa el moment de Romeu i Julieta (obra de Shakespeare) en el qual Julieta, agenollada junt al cos de Romeu, sent una passa i agafa un punyal per suïcidar-se; el passatge és "Sí, soroll? Doncs seré breu. Oh, feliç punyal!"

## Història
La idea per la pintura se li va ocórrer a Wright el desembre de 1776 quan va proposar un quadre de "Julieta despertant a la tomba". El preu va ser acceptat per John Boydell, per la seva Boydell Shakespeare Gallery. De totes maneres, el treball va ser la causa d'una disputa entre els dos: Wright va descobrir que Boydell classificava les obres en dues classes i que ell havia estat assignat a la segona classe. Boydell li volia pagar 300 lliures, però Wright va descobrir que alguns artistes rebien pagaments de milers de lliures; l'objecció a la venda de l'autor, però, va ser més per no perdre reputació que pel baix preu.

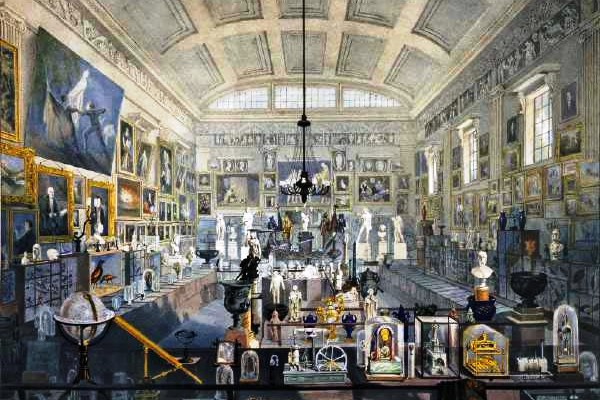
L'Exhibició de Derby de 1839 per Samuel Rayner. Romeu i Julieta: l'escena de la tomba es pot veure en la paret llunyana, a l'esquerra.

Boydell no se'n va penedir i, tot i que la pintura de Romeu i Julieta estava llesta a temps, van ser les seves pintures La tempesta i El conte d'hivern que van anar a parar a la col·lecció de Boydell. Wright es va quedar amb la primera pintura, que és considerada la millor de les tres que havia creat per a la galeria. Podria ser que hi hagués hagut una segona disputa que hauria dut a James Northcote a crear una escena de Romeu i Julieta d'onze peus d'alt per a Boydell que va ser molt ben rebuda pels visitants de la galeria.
Wright va tenir la seva pintura exposada a la Royal Academy el 1790, però no en quedà del tot satisfet, ja que comentà que havia estat mal presentada a causa de la seva arribada tardana. Wright, però, es va sentir ignorat per la Royal Academy, i va estar content amb poder exhibir cinc pintures a la Societat d'Artistes de la Gran Bretanya. Abans que la pintura fos exposada a la Societat d'Artistes va ser retocada per Wright però, de nou, no la va poder vendre. També se sap que el quadre va ser inclòs en una exposició a l'Institut de Mecànica de Derby, i va sortir en una pintura de l'Exhibició de Derby de 1839 feta per Samuel Rayner; moltes de les pintures d'aquest quadre es creu que provenien de la col·lecció de Joseph Strutt.
Com a conseqüència de la disputa de Wright amb Boydell, la pintura va ser refusada i es va quedar en possessió de Wright. La casa Christies el va intentar vendre sense èxit el 1801. Va ser comprat pels executors de Wright i va pertànyer a la família Oakes des del 1883 fins que va ser comprat pels Museus de Derby el 1981 per 33,250 lliures.

## Descripció
La pintura té unes mides de 180 × 240 cm. Representa el moment en el qual Julieta, agenollada al costat del cos de Romeu, sent una passa i agafa el punyal de Romeu. El passatge de Julieta és "Sí, soroll? Doncs seré breu. Oh, feliç punyal!"; el diu just abans de suïcidar-se.
En addició a aquesta pintura, el Museu de Derby també té en propietat un esbós preparatori del mateix autor. En aquest, proposa un canvi: moure el sarcòfag i el seu nínxol a la dreta per intentar augmentar la mida de la imatge de la paret il·luminada. La figura de Julieta amb els braços estesos atrau la vista de l'espectador i la mort heroica de Romeu ha estat comparada amb la pintura de Michelangelo Tici.